# Stanisław Szymański (inżynier)
Stanisław Szymański (ur. 1862 w Kaliszu, zm. 23 kwietnia 1944 w Warszawie) – generalny dyrektor fabryki Towarzystwa Akcyjnego „Zawiercie”, przemysłowiec, działacz społeczny i oświatowo-kulturalny, filantrop.

## Życiorys
Zbyt wiele informacji o życiu prywatnym Stanisława Szymańskiego nie zostało odnotowanych. Z istniejących źródeł dowiedzieć się można, że urodził się w Kaliszu w 1862 roku. Jako młodzieniec udał się na studia do Niemiec, które dokończył w Petersburskim Instytucie Technologicznym zdobywając tytuł inżyniera. Po studiach przeniósł się do Warszawy. Więcej danych na temat jego pobytu oraz działalności w stolicy nie zostało znalezionych. Kolejne wzmianki o nim pojawiają się dopiero od momentu jego pojawienia się w Zawierciu, gdzie przybył wraz z żoną, przypuszczalnie przed rokiem 1895 (dokładna data nie jest znana). W tym samym roku rozpoczął budowę swojej willi (do dzisiaj zwanej „Pałacykiem Szymańskiego”) przy ówczesnej ulicy Franciszka Szymańskiego 2. W tym celu sprowadził z Warszawy architekta Hugona Kuderę.
Zaledwie kilka lat po swoim przybyciu w 1901 r., został wybrany na prezesa Rady Nadzorczej Towarzystwa Pożyczkowo-Oszczędnościowego w Zawierciu. W 1907 Szymański został mianowany generalnym dyrektorem największej fabryki Towarzystwa Akcyjnego „Zawiercie” (TAZ) w Zawierciu Dużym i utrzymywał to stanowisko nawet po swoim wyjeździe z miasta w 1931 roku.
W tym samym roku, w grudniu 1907, został dyrektorem i przewodniczącym rady pedagogicznej w szkole wybudowanej dla dzieci robotników TAZ. Mianowany został także prezesem Koła Opiekuńczego Rodziców w Prywatnym Gimnazjum Męskim (1916 r.), prezesem Żeńskiego Seminarium Nauczycielskiego (1916), a także prezesem Samorządowego Organu Dozoru Szkolnego w Zawierciu (1919–1931).
W czerwcu 1910 roku stanął na czele pierwszego Oddziału Polskiego Towarzystwa Krajoznawczego w Zawierciu, w powstaniu którego uczestniczył, natomiast w 1927 został przewodniczącym Koła Opieki nad Ruinami Zamku w Ogrodzieńcu i Zabytkami Przeszłości Powiatu Zawierciańskiego.
Po nadaniu praw miejskich Zawierciu w 1915 r., Szymański rozpoczął swoją działalność polityczną na szczeblu samorządowym. W kwietniu tego roku został mianowanym przewodniczącym Rady Miejskiej w Zawierciu i funkcję tę pełnił przez dwie kadencje, był także członkiem zarządu miejskiego. Należał do Partii Chrześcijańsko-Demokratycznej (Ch.D.), której był czołowym działaczem w regionie i posiadał wpływy w centralnym zarządzie tej partii w stolicy.
Jak podaje magazyn „Świat”, Szymański opuścił Zawiercie w 1931 roku i wyjechał do Warszawy. Dalsze koleje losu i aktywność Szymańskiego po jego wyjeździe z miasta nie są znane. Ostatnia wzmianka traktuje o jego śmierci, która miała miejsce 23 kwietnia 1944 roku. Stanisław Szymański został pochowany na cmentarzu Powązkowskim (kwatera K-1-4/5).

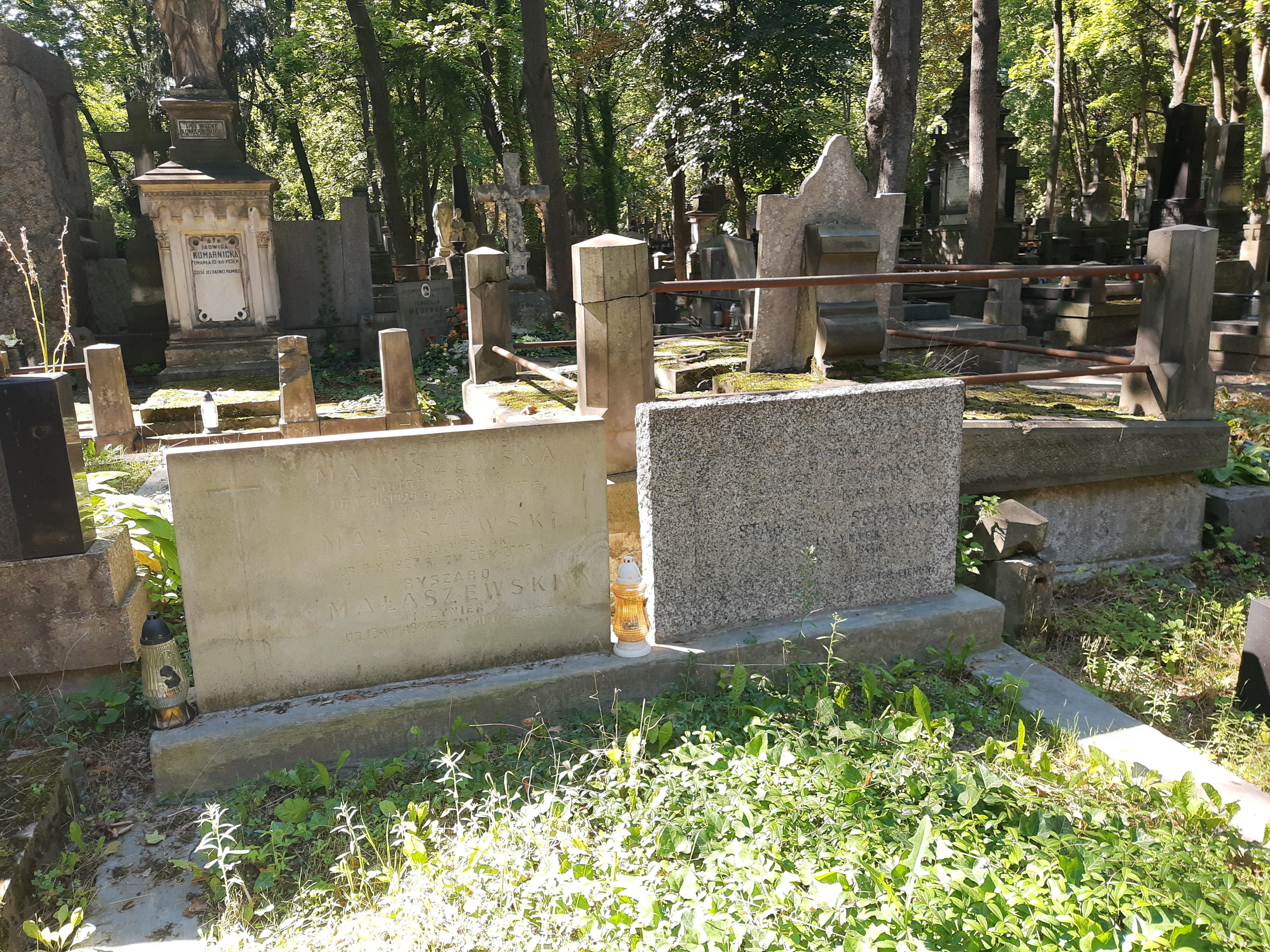
Grób Stanisława Szymańskiego na Starych Powązkach

## Zasługi Stanisława Szymańskiego
W Zawierciu postać Stanisława Szymańskiego rozpamiętywana jest przede wszystkim ze względu na ogromny wkład jaki włożył w rozwój miasta w pierwszej połowie XX w. O tym jak istotną rolę pełnił w budowie społecznej Zawiercia świadczyć może artykuł, który pojawił się tuż po jego wyjeździe z miasta:

Po ćwierćwieczu pracy zawodowej i społecznej, opuścił Zawiercie dyrektor Zarządu Tow. Akc. „Zawiercie”, p. Stanisław Szymański , Towarzystwo Akcyjne nie zostało przez to osierocone, gdyż p. Szymański zatrzymuje nadal stanowisko dyrektora naczelnego zakładów, miasto Zawiercie jednak poniosło niepowetowaną stratę. P. Szymański był bowiem zasłużonym działaczem o głębokim poczuciu obowiązku obywatelskiego, nadzwyczajnej energii i współczującem dla niedoli ludzkiej sercem. Mieszkańcy Zawiercia dobrze pamiętają, czem był dyrektor Szymański dla miasta przed wojną i podczas wojny, a więc w czasach kiedy praca społeczna przedstawiała wiele trudności i narażała na przykrości i prześladowania. Śmiało powiedzieć można, że nie było ani jednego poczynania obywatelskiego, któremby P. Szymański uczestniczył, najczęściej na stanowisku kierowniczem.

Lista zasług Szymańskiego dla Zawiercia jest znacząca. Jako dyrektor TAZ-u, wykorzystywał swój status i pieniądze, jakie dawała mu ta pozycja, do celów rozwojowych miasta. W ramach działalności fabryki TAZ, istniało osiedle mieszkaniowe dla jej pracowników. Szymański rozbudował je o nowe budynki mieszkalne przy ulicy Fabrycznej (obecnie ul.Bohaterów Westerplatte), przy ulicy Stawowej i Franciszka Szymańskiego (obecnie ul.Niedziałkowskiego), a także wybudował tak zwane „Białe Kamienice” przy ulicy 11-go Listopada.
Oprócz budynków mieszkalnych, Szymański zainicjował także budowę obiektów użyteczności publicznej, takich jak, Łaźnia Miejska (1908) oraz Dom Ludowy „Włókniarz” (1910), które skupiały życie kulturalne pracowników TAZ-u. Do obiektów TAZ-u należała też wyżej wspomniana willa dyrektora.
Szymański także przedłożył pomysł powstania szkoły dla dzieci pracowników TAZ-u. W celu realizacji tego planu opodatkowano pracowników fabryki w wysokości 1% ich miesięcznych zarobków. Budynek zaprojektował Hugo Kudera. Budowa rozpoczęła się w 1906 roku i trwała ponad rok. Oficjalne otwarcie miało miejsce 12 grudnia 1907 roku. Data ta jest szczególnie podkreślana w źródłach ze względu na patriotyczną mowę jaką w tym dniu wygłosił Stanisław Szymański.
Od chwili powstania, budynek szkoły uważany był za „najpiękniejszy w całym Zagłębiu Dąbrowskim”, a jak na owe czasy, był także bardzo nowoczesny ze względu na liczne udogodnienia techniczne, takie jak: „ogrzewanie centralne, oświetlenie elektryczne, kanalizacja, wodociąg, telefon, dzwonek elektryczny, kinematograf”.
W ramach działalności oświatowo-kulturowej, Szymański przyczynił się także do zgromadzenia wykwalifikowanego grona nauczycielskiego i do utworzenia dziecięcego zespołu chóralno-muzycznego w szkole TAZ.
W poczet zasług Szymańskiego zalicza się także jego działalność charytatywną jaką prowadził w czasach kryzysu jaki spadł na Zawiercie przed i po wybuchu I wojny światowej. W 1910 roku, Szymański był współzałożycielem Chrześcijańskiego Towarzystwa Dobroczynności, którego potem został prezesem (1910-1931). Towarzystwo dotowało budowę ochronki dla biednych dzieci i bezrobotnych rodzin. Z chwilą wybuchu wojny większość zakładów przemysłowych zostało zamkniętych co spowodowało falę bezrobocia i głodu w mieście. Od 18 września 1914 roku rozpoczęła działalność Kuchnia w Domu Ludowym, która zajmowała się wydawaniem bezpłatnych obiadów, fundowanych przez TAZ i Chrześcijańskie Towarzystwo Dobroczynności. W zarządzie kuchni zasiadał między innymi Szymański.
Szymański udzielał się także w Miejscowej Radzie Opiekuńczej, z której został przemianowany na prezesa Powiatowej Rady Opiekuńczej w Sosnowcu w 1916 roku.
Powyższe dokonania odnotowane zostały w protokołach dozoru szkolnego (1919-1935), na fotografiach księgi pamiątkowej szkoły TAZ oraz w dokumentach znajdujących się w Miejskiej Izbie Muzealnej.